# Kaj Feilberg
Kaj Gustav Feilberg, född 31 oktober 1918 i Köpenhamn, död 1998 i Frankfurt am Main i Tyskland, var en dansk bagare och nazist, som under sin karriär gjorde aktiv fronttjänst i Waffen-SS och i Frikorps Danmark.

## Biografi
Feilberg var ursprungligen bagare. Innan ockupationen av Danmark kom han i kontakt med DNSAP där han blev medlem i partiets stormavdelning, SA. Här gjorde han en snabb karriär och på kort tid avancerade han till ledare för SA i Köpenhamn.
Kort efter 9 april 1940 anmälde han sig till Waffen-SS. Tillsammans med 39 män från SA och NSU reste han 20 juni 1940 till Klagenfurt där han antogs till första bataljonen i det nyuppsatta 11. SS Freiwilligen-Panzergrenadier-Division Nordland. Senare kom han till regementets sjunde kompani som var förlagt till Wien. Han deltog i Operation Barbarossa som inleddes 22 juni 1941. Under striderna utmärkte han sig och tilldelades bland annat järnkorset av andra graden, stormmedaljen och såradmärket i silver.
I april 1942 beviljades han tjänstledighet och återvände till Danmark där han närvarade vid Frikorps Danmarks ledares, Christian Frederik von Schalburg, sista stora tal i KB Hallen 3 maj 1942.
Han placerades därefter vid tredje kompaniet vid Frikorps Danmark. Kåren anmälde sig redo att sättas in i strid och Feilberg deltog i kårens strider vid Demjansk och Welikije Luki. Under striderna befordrades han till SS-Unterscharführer. Han sårades i strid och det var här han tilldelades såradmärket.
1 februari 1943 kommenderades han till SS-officersskolan, SS-Junkerschule, i Bad Tölz för att utbildas till underofficer. Han utexaminerades med SS-Standartenoberjunkers grad 31 juli 1943.
Från SS-skolan kommenderades han till pansarspaningstjänst vid SS-Regiment Nordland, där han efter några månader befordrades till SS-Untersturmführer och plutonchef vid fjärde kompaniet. Under striderna vid Oranienbaum tilldelades han järnkorset av första graden 12 februari 1944. Han sårades och skickades på tjänstledighet till Danmark i april 1944.
Han anmälde sig i Den Danske Frimurerordens ockuperade stamhus på Blegdamsvej i Köpenhamn, där Schalburgkorpset hade sina lokaler. Här mötte han den danske frontofficeren Erik Vagn Fenger, som i likhet med Feilberg sårats, skickats till Danmark och anmält sig samtidigt. Man stötte även samman med en gemensam studiekamrat från tiden i Bad Tölz, SS-Untersturmführer Erik Spleth som tillhörde Schalburgkårens underrättelsetjänst, E.T.
Då ett nationalsocialistiskt gift par i Slagelse likviderades skickades Kaj Feilberg och Erik Fenger under protest med på ett uppdrag till Slagelse för att arrestera misstänkta gärningsmän. Under uppdraget dödades lektor Albert Ibsen av E.T.-mannen Berthelsen, som 17 maj 1944 själv blev likviderad av motståndsrörelsen.
Åter i Köpenhamn protesterade de båda underofficerarna till sin tidigare kårchef Knud Børge Martinsen, som nu blivit chef för Schalburgkorpset. På egen begäran skickades de båda till fronten och Feilberg kommenderades åter till pansarspaningstjänst vid SS-Regiment Nordland.
Efter att åter sårats i strid skickades Feilberg i november 1944 till SS-pansarutbildnings- och reservtjänst i SS-Division Nordland. I januari 1945 återgick han till pansarspaningstjänst och som chef för fjärde kompaniet. Han blev senare chef för tredje kompaniet. Under gatustriderna i Berlin sårades han 2 maj 1945 för sjunde och sista gången.
En fransk sjuksköterska räddade livet på honom och han tillfångatogs senare av ryssarna för vilka han uppgav falsk identitet. Eftersom man trodde att han tillhört den tyska armén, och inte ett SS-förband, släpptes han efter sex månader. Feilberg kom då till det som senare blev Östtyskland och ännu senare till Västtyskland.
Han återvände aldrig till Danmark eftersom han var efterlyst för sin inblandning i mordet på lektor Albert Ibsen.